# Riddarholmen

Panoramă peste Riddarfjärden, la gura de vărsare a lacului Mälaren în Saltsjön. Centrul Stockholmului: primăria (Stadshuset, stânga), insula Riddarholmen (centru) şi oraşul vechi (Gamla Stan, dreapta). Foto 2007

Riddarholmen (din suedeză Insula Cavalerilor) este o mică insulă în lacul Mälaren, în centrul Stockholmului, Suedia. Insula cuprinde unul dintre cele mai semnificative ansambluri de arhitectură din Suedia. De insulă se leagă legenda fundării orașului. Tot aici se află cea mai veche construcție din capitală, biserica Riddarholmen, o necropolă a regilor Suediei în evul mediu și din secolul 17 până în prezent. În jurul bisericii se păstrează un număr de palate reprezentative, ridicate în epoca de cea mai mare expansiune a regatului. Împreună cu orașul vechi, Riddarholmen constituie inima istorică a Stockholmului și a Suediei.

## Istoric

Riddarholmen dinspre Mälaren, cca 1647. În prim plan de la stânga la dreapta sunt surprinse: turnul şi zidul de apărare, vechiul palat Wrangel, palatul Cruus, palatul Sparre cu coiful bisericii Ridarholmen în spate şi clădirile fostei mănăstiri franciscane. În fundal dreapta apar vechiul castel regal "Trei Coroane" şi biserica mare a oraşului.

Incendiul din 1802 ce a cuprins palatele Cruus (centru), Sparre (stânga) şi Wrangel (dreapta). În imagine sunt surprinse în primplan incinta bisericii şi clădirea joasă din faţa palatului Wrangel, demolate după incendiu.

Pe la mijlocul secolului 13, când orașul Stockholm a fost fundat, Riddarholmen era numai o stâncă  în lacul Mälaren. Orășenii o foloseau pentru a-și pășuna caprele fiind cunoscută sub numele de stânca iezilor (Kidskär). Mai târziu, ordinul franciscan a ridicat o mănăstire și o biserică aici. De la ei și-a primit numele de insula călugărilor gri (Gråmunkeholmen). După reformă proprietățile bisericii au fost preluate de coroana suedeză.
În secolul 17 Suedia a devenit o mare putere europeană. În acest rol casa regală și magnații au început să investească în imaginea țării stimulând construcția de palate, castele, biserici și fortificații reprezentative. Stockholmul a fost locul în care acest efort a luat o intensă amploare, datorită în special reședinței regale și a procesului de centralizare a administrației. Regina Cristina a donat la începutul secolului 17 terenuri pe Riddarholmen unor înalți nobili, ca răsplată pentru serviciile aduse coroanei. Insula a primit astfel un caracter elegant și noul nume de insula cavalerilor (Riddarholmen). Pe insulă au fost ridicate un rând de palate iar biserica a fost transformată în necropolă regală. Datorită restituției proprietăților nobiliare, la sfârșitul secolului 17, strălucirea de odinioară a insulei a început să se stingă. Acest proces a fost compensat de mutarea curții regale în palatul Wrangel, în urma unui incendiu care a distrus castelul regal în 1697.
La mijlocul secolului 18, după ce curtea și-a restabilit reședința în castelul regal, Riddarholmen a rămas sediul unor importante instituții ale țării. Ultimul palat a fost cumpărat de oraș, apoi de stat, la începutul secoului 19. În 1802, un incendiu a distrus o parte din palate, ceea ce a condus la măsuri radicale de protecție pe insulă, chiar cu prețul demolării unuia din palate și a desființării cimitirului din jurul bisericii. Acesta din urmă a lăsat loc actualei piețe în 1810. În centrul pieței a fost ridicată în 1852 statuia fondatorului orașului, Birger jarl. În secolul 19, cheiurile construite de jurul-împrejurul insulei i-au conferit rolul de poartă maritimă pentru transportul de persoane și mǎrfuri spre și dinspre interiorul Suediei. De această funcțiune vitală a insulei este legat unul dintre cei mai mari scriitori și artiști suedezi, August Strindberg, născut aici în 1849, în familia celui mare mare proprietar de companii maritime din Stockholm. În anii 1860 pe insulă a fost construită linia ferată ce leagă sudul de nordul țării, proiect care a condus la demolarea unui palat și a primului pod de piatră din Stockholm, ce lega insula de orașul vechi.
În prima jumătate a secolului 20, cele două războaie mondiale s-au făcut resimțite prin ample lucrări de protecție subterană și prin relocarea arhivelor de pe insulă în locuri mai protejate din oraș. În aceeași perioadă a început să fie recunoscută valoarea ansamblului arhitectural existent, fiind luat sub protecția legii. O serie de lucrări care au urmat după războaie au modernizat spațiile puse la dispoziția instituțiilor dar au și revitalizat fostele palatele.
Astăzi insula este dominată de curți de justiție și de autorități centrale. Doar o singură persoană mai locuiește aici. Cu excepția complexului editurii Norstedts, întrega insulă se află în proprietatea statului, a poporului suedez, fiind administrată prin Autoritatea Proprietății de Stat.

## Monumente

Partea de răsărit a bisericii Riddarholmen. Corul (centru) între Capela Carolină (dreapta) şi capelele Gustviană şi Bernadotă (stânga), 2007.

Biserica Riddarholmen este cea mai veche construcție din capitala Suediei. Ea a fost ridicată între 1280-1300 de călugării ordinului franciscan, alături fiind ridicate și clădirile mănăstirii, în jurul unei curți interioare. După reformă, biserica a devenit protestantă. În secolul 16 i s-a adăugat turnul, al cărui coif ascuțit și zvelt a dat o trăsătură definitorie imaginii orașului. În urma unui incendiu, în 1835, coiful a fost distrus. El a fost înlocuit cu o structură traforată din fier forjat în 1839, ce pare să fi anticipat turnul Eiffel. Încă de la începutul său, lăcașul a fost ales drept necropolă regală. Donatorul și patronul bisericii, regele Suediei Magnus Ladulås a fost primul îngropat în biserică, în fața altarului, urmat apoi de regele Karl Knutsson. După o perioadă de întrerupere, începând cu secolul 17, acestora li s-a alăturat, în capele special amenajate, regii din dinastiile Gustaviană, Carolină și din cea curentă a Bernadoților. Biserica este astăzi decorată în interior cu placate purtând însemnele heraldice ale membrilor ordinului Serafimililor, instituit de regele Frederic I al Suediei în 1748. Unul din membrii acestui ordin a fost din 1980 președintele României, Nicolae Ceaușescu, a cărui placată a fost retrasă imediat după revoluția din decembrie 1989.

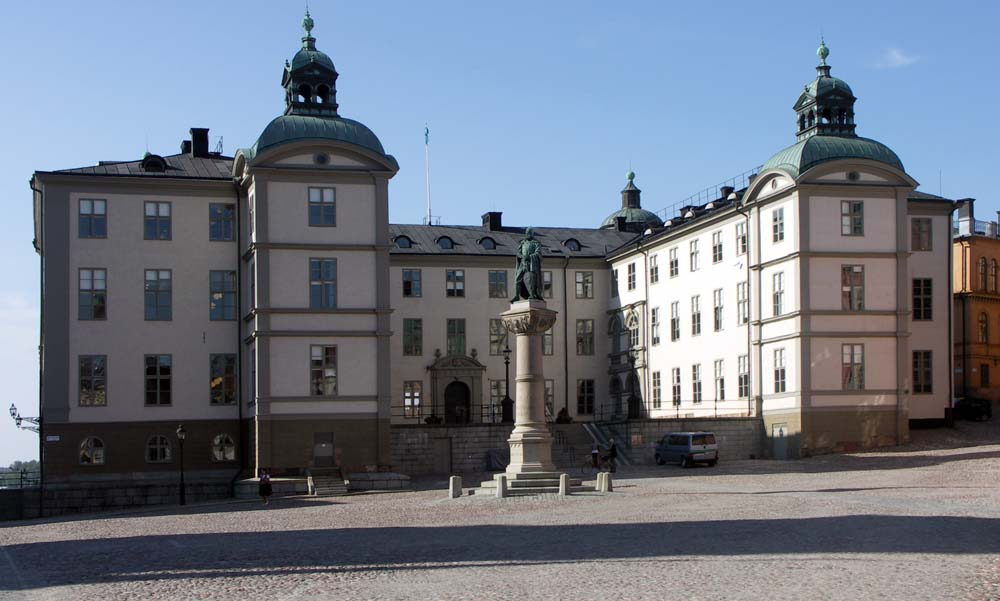
Palatul Wrangel, faţa dinspre piaţă, 2006

Palatul Wrangel este cel mai mare palat nobiliar ridicat în secolul 17 în Stockholm. El a fost construit de mareșalul Carl Gustaf Wrangel după planurile arhitectului Nicodemus Tessin cel bătrân. Lucrările s-au terminat în 1660. Marea parte a valoroasei sale decorații s-a pierdut într-un incendiu 1694. După ce castelul regal „Trei Coroane” a fost devastat de un incendiu în 1697, familia regală a renovat și s-a mutat în palatul Wrangel, care a servit drept casă și curte regală timp de mai bine de o jumătate de secol. După mutarea familiei regale în noul castel regal, în 1754, palatul Wrangel a rămas sediul unor importante autorități centrale și regionale, dintre care Curtea de Apel Svea este cea care a rămas până în zilele noastre.

Palatul Stenbock, faţa dinspre piaţă, 2007

Palatul Stenbock este cel mai bine conservat palat nobiliar de pe Riddarholmen. El a fost ridicat de sfetnicul regal Fredric Stenbock și soția sa Katarina de le Gardie între 1645-49. Palatul  a fost modernizat și extins trei decenii mai târziu de fiul lor, mareșalul Johan Gabriel Stenbock, prin arhitectul Nicodemus Tessin cel bătrân. Palatul a fost achiziționat de stat în 1772 și transformat în sediul Colegiului de Comerț. Arhivele Naționale și-au mutat sediul în palat în 1865. Acestea s-au extins într-un nou corp de clădire alăturat, ridicat pe locul aripilor laterale și a curții palatului între 1887-1890. Arhivele Naționale s-au mutat într-un spațiu mai adecvat în 1969 iar palatul a fost restaurat în anii următori pentru a primi Regeringsrätten.

Palatul Hessenstein, faţa dinspre piaţă, 2006

Palatul Hessenstein a fost ridicat între 1630-40 de sfetnicul regal Bengt Bengtsson Oxenstierna, cunoscut pentru călătoriile sale prin orient. Palatul a fost modernizat și extins în 1680 de nepotul său, cancelarul Bengt Oxenstierna. Palatul a fost cumpărat de regele Suediei Frederic I de Hesssenstein în 1731 și donat concubinei sale Hedvig Taube, ridicată la rangul de contesă de Hessenstein.  A cunoscut o perioadă de strălucire la mijlocul secolului 18, când a locuit aici arhitectul și politicianul Carl Gustaf Tessin, care l-a transformat într-un centru al elitei culturii suedeze. Palatul a rămas în posesia prințului Fredrik von Hessenstein și a moștenitorilor săi până în 1831, când a fost cumpărat de oraș. În 1833, în urma unui schimb, palatul a ajuns în posesia statului, devenind sediul Biroului Național al Datoriilor de Stat (Riksgäldskontoret). Astăzi este sediul unor secții ale Curții de Apel Svea.

Palatul Rosenhane, faţada albă spre apă, 2007

Palatul Rosenhane este primul palat nobiliar ridicat pe Riddarholmen în stilul clasicismului francez. El a fost construit între 1652-56 de sfetnicul regal Schering Rosenhane, prin arhitecții Nicodemus Tessin cel bătrân și Jean de la Vallé. După mutarea casei regale în palatul alăturat, în palatul Rosenhane a fost localizată cancelaria regală. Din 1775 până în 1874 aici a fost sediul Marii Loje a Francmasoneriei Suedeze. Ordinul, condus de regii Suediei, a extins palatul cu aripi laterale pentru săli de întâlnire și ceremonial în 1801 și 1855. În 1874 palatul a intrat în proprietatea statului fiind amenajat pentru Stabul General, Școala Militară și Arhivele de Război. Din această vreme se păstrează aici punctul de referință peste nivelul mării pentru hărțile suedeze. Palatul este astăzi sediul unor secții ale Curții de Apel Svea.

Palatul Sparre, faţada spre biserică, 2006

Palatul Sparre a fost ridicat pe Riddarholmen de sfetnicul regal Peder Sparre între 1635-45. Din acea perioadă se păstrează un frumos portal de piatră precum și un tavan pictat. În 1763 palatul a fost cumpărat de profesorul David von Schultzenheim care a înființat la parterul clădirii prima maternitate din Suedia. Palatul a fost achiziționat de stat în 1775 pentru a cuprinde Colegiul Amiralității. După un incendiu în 1802 i s-a adăugat un etaj și a fost extins pe fețele laterale. Administrația Marinei Suedeze a rezidat în această clădire până în 1916. Palatul comunică astăzi cu fostul palat Cruus și este sediul Kammarrätten.

Kammarrätten, faţa spre piaţă, 2006

Kammarrätten incorporează o parte din ruinele palatului Cruus. Palatul a fost ridicat pe Riddarholmen de sfetnicul camerei regale Karl Bunde între 1635-45. Palatul a fost moștenit de fiul său, care la rândul său l-a lăsat mai departe văduvei sale, Elsa Cruus, de la care i s-a păstrat numele. Între 1697-1754 a făcut parte din ansamblul de clădiri al curții regale, având comunicare directă cu casa regală, aflată în palatul alăturat. În palatul Cruus au locuit prinții și curtenii. În 1756 palatul a fost cumpărat de stat pentru Kammarkollegiet și Kammarrevisionen. După un incendiu devastator în 1802, a fost în cea mai mare măsură demolat. O parte a fost păstrată, fiind incorporată în 1804 într-o nouă construcție, ridicată pentru a primi Kammarrätten. Aceasta este prima clădire de birouri din capitala Suediei, ridicată după planurile căpitanului Karl Fredrik Bouck și după elevația dată de arhitectul Fredrik Blom. Clădirea este în continuare sediul Kammarrätten, la două secole de la ridicarea sa.

Clădirea vechiului parlament, 2007

Vechiul Parlament este, la fel ca alte construcții de pe insulă, un fost palat nobiliar, care la rândul său a fost ridicat peste beciurile vechii mănăstiri franciscane. Palatul a fost construit după 1666 de guvernorul suedez de la Riga, Bengt Horn. În 1793 a fost cumpărat de stat pentru Biroului Național al Datoriilor de Stat (Riksgäldskontoret). Acesta s-a mutat în palatul Hessenstein în 1833, localurile fiind preluate de cele trei stări nenobile active în parlamentul suedez: a preoților, țăranilor și orășenilor. Acest palat a rămas în linii mari neschimbat până în 1865, când a avut loc reforma parlamentară, prin care s-a trecut la un parlament bicameral. Cu această ocazie palatul a fost renovat și unit cu casa Hebbe, alăturată. Parlamentul s-a mutat într-o nouă clădire în 1905. Vechiul palat Horn a fost în 1913 extins spre lacul Mälaren și amenajat pentru birourile unor instituții centrale. Astăzi este sediu pentru diferite instanțe superioare. Din 2007, pe acoperișul clădirii a fost amenajat un traseu de plimbare pentru turiști.

Turnul Birger jarl, între Casa Comisarului Superior (stânga) şi Vechea Casă de Licitaţie (dreapta), 2007

Turnul Birger jarl formează împreună cu Casa Comisarului Superior (Överkomissariens hus) și Vechea Casă de Licitație (Gamla Auktionsverket) un ansamblu comun. Turnul își are originile în sistemul defensiv al orașului, ridicat de regele Gustav Vasa imediat după 1525. Turnul a ajuns în proprietatea comerciantului Berge Olof Ström în 1747, care în anii următori l-a supraînălțat și i-a dat forma sa actuală. Tot atunci au fost ridicate și clădirile laterale, dintre care cea dinspre sud i-a servit drept locuință. În 1774 ansamblul a intrat în proprietatea Biroului Regal de Asistență Generală (Kungliga Generalassistanskontoret), o casă de amanet condusă de un comisar superior, înființată pentru a veni în sprijinul oamenilor nevoiași. Locuința a fost extinsă și transformată în birouri iar depozitul de pe partea opusă a fost amenajat pentru comisar. La începutul secolului 19, Biroul de Asistență a fost supraînălțat și extins în etape. În 1833, atât biroul cât și clădirile au fost preluate de oraș. Orașul a localizat aici și Casa de Licitație, pentru care corpul de sud a fost extins în 1863. Casa Comisarului Superior a fost în 1856 supraînălțată și înzestrată cu o fațadă nouă. Biroul de Asistență a fost închis în 1890 iar în spațiile sale au luat ființă arhiva și biblioteca orașului Stockholm. Printr-un schimb, clădirile au ajuns din 1949 în proprietatea statului fiind renovate câțiva ani mai târziu pentru birouri în serviciul unor autorități. Aici își au sediul astăzi Colegiul Cameral (Kammarkollegiet), cea mai veche instituție suedeză, și Cancelarul de Justiție.

Clădirea de est (stânga) şi de vest (dreapta) a Gimnaziului, faţadele spre biserică, 2007

Gimnaziul se compune din două clădiri asemanătoare, care își au o istorie comună numai de la mijlocul secolului 19. Clădirea de est a gimnaziului cuprinde o parte din încăperile vechii mănăstiri franciscane, ridicate la sfârșitul secolului 13. Dintre ele se distinge o trapeză boltită de la mijlocul secolului 14, acoperită cu picturi murale de la sfârșitul secolului 15. După 1642, această parte a mănăstirii a fost transformată prin lucrări de amploare în palat nobiliar. Din această perioadă se păstrează în interior stucaturi valoroase. Între anii 1739-44 a locuit aici Hedvig Taube, amanta regelui Frederic I. În 1759 a devenit casă parohială în parohia Riddarholmului. Parohia s-a desființat în 1807 iar clădirea a fost amenajată pentru învățământul gimnazial începând cu anul 1821. În 1854 gimnaziul a fost extins și în clădirea de vest (ridicată în 1746 și extinsă în 1806), amândouă construcțiile fiind unite printr-o punte acoperită, la etaj. Clădirile au fost achiziționate de stat în 1941 și restaurate în 1948 pentru a găzdui autorități centrale.